# Embajada de España en Níger
La Embajada de España en Níger es la máxima representación legal del Reino de España en la República del Níger. 

## Embajador
El actual embajador es Ricardo Mor Solá, quien fue nombrado por el gobierno de Mariano Rajoy el 2 de junio de 2017.

## Misión diplomática
El Reino de España posee una única representación en el país africano, la embajada española en la capital, Niamey, establecida 2007.

## Historia
Las relaciones entre España y Níger se establecieron en los años 60 tras la independencia del país africano de su antigua metrópoli, Francia. Las relaciones entre ambos países quedaron adscritos a la Embajada española en Liberia en 1965, pero en 1969 fueron traspasados a la Embajada española en Costa de Marfil donde se mantuvieron hasta 2007, cuando el gobierno español estableció una embajada permanente y residente en Níger.